# Glyphocrangon rudis
Glyphocrangon rudis is een garnalensoort uit de familie van de Glyphocrangonidae. De wetenschappelijke naam van de soort is voor het eerst geldig gepubliceerd in 2006 door Komai.